# Complexe de supériorité
Le complexe de supériorité est un mécanisme de défense psychologique par lequel les sentiments de supériorité d'un individu comblent ses sentiments d'infériorité. 
Introduit par Alfred Adler, ce concept est présenté dans deux de ses ouvrages (Understanding Human Nature et Social Interest).

## Selon Alfred Adler
Alfred Adler explique que « nous ne devrions pas être surpris si, dans le cas où l'on voit un complexe [sentiment] d'infériorité, nous trouvons un complexe de supériorité plus ou moins enfoui. D'autre part, si l'on enquête sur un complexe de supériorité et qu'on étudie ses caractéristiques, nous pouvons toujours trouver un complexe [sentiment] d'infériorité plus ou moins enfoui ». 
Selon Adler, un individu voyant un but veut se surpasser pour atteindre ou dépasser ce but.